# C-GRIP
C-GRIPは日本の情報処理サービス会社。
本社は石川県金沢市諸江町中丁322-5

## 役員
- 代表取締役社長：黒口 秀己

## 沿革
- 2004年：金沢市『ＩＴビジネス奨励賞』受賞
- 2004年：『石川県先端的ＩＴ活用技術開発事業費補助事業』採択
- 2005年：石川ブランド優秀賞新製品として石川県より認定を受ける。
- 2005年：金沢市より開発力優秀賞授賞
- 2006年：石川ブランド優秀賞新製品として石川県より認定を受ける。
- 2006年：金沢ブランド優秀新製品認定を金沢市より受ける。
- 2007年：平成19年度 石川ブランド製品として金賞を受賞
- 2007年：平成19年度　金沢ブランド優秀新製品認定を金沢市より受ける。